# .ke
.ke è il dominio di primo livello nazionale assegnato al Kenya.
È amministrato dal Kenya Network Information Center (KENIC).

## Domini di secondo livello
Sono disponibili i seguenti domini di secondo livello:
- .ac.ke
- .co.ke
- .sc.ke
- .or.ke
- .me.ke
- .mobi.ke
- .go.ke
- .info.ke
- .ne.ke